# Grävsteklar
Grävsteklar (Sphecidae) är en familj av insekter som tillhör ordningen steklar.
Tidigare, i klassisk systematik, inkluderades även bland andra den artrika familjen Crabronidae, i familjen Sphecidae, men senare molekylär systematik fann den klassiska familjen Sphecidae vara parafyletisk och delar därför upp den. Idag i de fall den klassiska familjen Sphecidae åsyftas kan denna benämnas Sphecidae sensu lato, och om familjen enligt den molekylära systematiken åsyftas kan denna benämnas Sphecidae sensu stricto. Den senare, det vill säga familjen Sphecidae efter uppdelningen, omfattar drygt 800 arter världen över.
Den svenska namngivningen av Sphecidae är något komplicerad och inte helt entydig, då namnet grävsteklar både kan avse familjen Sphecidae enligt klassisk systematik (i detta avseende har familjen förr också kallats för rovsteklar) och den nyare systematiken, där namnet grävsteklar har status som ett accepterat, men inte rekommenderat, svenskt namn för familjen. Detta sedan många så kallade rovsteklar enligt nyare systematik förts till andra familjer, till exempel bivarg och läppstekel, som förts till Crabronidae. Begreppet rovsteklar som ännu kan användas brukar idag i systematiskt avseende ses som en orankad grupp.
Av de sju arter inom Sphecidae (sensu stricto) som finns i Sverige återfinns bland andra Ammophila sabulosa, vardagligt ofta kallad sandstekel (mer precist spenslig sandstekel), och Podalonia hirsuta (ragghårig sandstekel). Både släktet Ammophila och släktet Podalonia har kallats sandsteklar på svenska. De övriga fem är Ammophila campestris, Ammophila pubescens, Podalonia affinis, Podalonia luffii och Sphex funerarius (gräshoppsstekel).